# Анизотропия
Анизотропи́я (от др.-греч. ἄνισος — неравный и τρόπος — направление) — различие свойств среды (например, физических: упругости, электропроводности, теплопроводности, показателя преломления, скорости звука или света и др.) в различных направлениях внутри этой среды; в противоположность изотропии.
В отношении одних свойств среда может быть изотропна, а в отношении других — анизотропна; степень анизотропии также может различаться.
Частный случай анизотропии — ортотропия (от др.-греч. ὀρθός — прямой и τρόπος — направление) —
неодинаковость свойств среды по взаимно перпендикулярным направлениям.

## Примеры
Анизотропия является характерным свойством кристаллических тел. При этом свойство анизотропии в простейшем виде проявляется только у монокристаллов. У поликристаллов анизотропия тела в целом (макроскопически) может не проявляться вследствие беспорядочной ориентировки микрокристаллов, или даже совсем не проявляется, за исключением случаев специальных условий кристаллизации, специальной обработки и т. п.
Причиной анизотропности кристаллов является то, что при упорядоченном расположении атомов, молекул или ионов силы взаимодействия между ними и межатомные расстояния (а также некоторые не связанные с ними прямо величины, например, поляризуемость или электропроводность) оказываются неодинаковыми по различным направлениям. Причиной анизотропии молекулярного кристалла может быть также асимметрия его молекул. Макроскопически эта неодинаковость проявляется, как правило, лишь если кристаллическая структура не слишком симметрична.
Помимо кристаллов, естественная анизотропия — характерная особенность многих материалов биологического происхождения, например, деревянных брусков.
Анизотропия свойственна жидким кристаллам, движущимся жидкостям (неньютоновским — особенно).
Анизотропией особого рода в масштабах всего кристалла или его областей обладают ферромагнетики и сегнетоэлектрики.
Во многих случаях анизотропия может быть следствием внешнего воздействия (например, механической деформации, воздействия электрического или магнитного поля и т. д.). В ряде случаев анизотропия среды может в какой-то степени (а в некоторой слабой степени — часто) сохраняться после исчезновения вызвавшего её внешнего воздействия.

### Обменная анизотропия
Обменная анизотропия — особенность петель гистерезиса перемагничивания магнитных материалов, проявляющаяся в несимметричном расположении петли относительно оси ординат.

### Анизотропия времени
- Выражается в существовании необратимых процессов.
- Философская и естественнонаучная проблема, исторически связанная с началами термодинамики и понятием энтропии.
- В классической механике время является абсолютной величиной; законы Ньютона инвариантны по отношению к направлению времени.

### Анизотропия фильтрационных свойств
- Выражается в различной фазовой проницаемости флюидов в пористой среде.
- Факт анизотропии фильтрационных свойств устанавливается экспериментально[1].